# 韋塞萊 (馬基伊夫卡市鎮)
50°47′47″N 31°50′30″E / 50.79639°N 31.84167°E
韋塞萊（烏克蘭語：Веселе）是位於烏克蘭北部的村莊，由切爾尼戈夫州尼任區的馬基伊夫卡市鎮負責管轄。該村始建於1929年，面積2.29平方公里，海拔高度133米，2001年人口40，人口密度每平方公里17.47人。